# United Nations Integrated Peacebuilding Office in Sierra Leone
United Nations Integrated Peacebuilding Office in Sierra Leone (deutsch Integriertes Büro der Vereinten Nationen für die Friedenskonsolidierung in Sierra Leone oder kurz UNIPSIL) war die Fortsetzung des Einsatzes der Friedensmission UNIOSIL, United Nations Integrated Office for Sierra Leone. Der Sitz des Büros war die Hauptstadt von Sierra Leone, Freetown. Dabei beruhte das Büro auf zwei verschiedenen UNO-Missionen: UNIOSIL und UNIPSIL.

## Geschichte
Am 4. August 2008 beschloss der Sicherheitsrat der Vereinten Nationen einstimmig die Resolution 1829 (2008) und damit die Einrichtung der UNIPSIL-Mission, die als Nachfolger der UNIOSIL-Mission gilt. Zum 1. Oktober 2008 wurde UNIOSIL in ein verkleinertes „Integrated Peacebuilding Office“ (UNIPSIL) überführt, das vom UN-Sicherheitsrat zunächst bis zum Sommer 2009 mandatiert wurde. Die Mission lief schließlich im Jahr 2014 aus. Am 5. März 2014 wurde das Integrated Peacebuilding Office offiziell geschlossen. Die Verantwortlichkeiten der Mission wurden an die UN-Vertretung in Sierra Leone übertragen. Am 17. März 2014 präsentierte der Generalsekretär seinen Abschlussbericht zur Mission dem UN-Sicherheitsrat. Formal beendet war die Mission schließlich am 31. März 2014.

## Aufgaben
Die Mission sollte die Regierung von Sierra Leone politisch unterstützen und stabilisieren. Zu den neuen Aufgaben gehörte unter anderem die Konsolidierung der good governance in Sierra Leone. Dabei sollte das Büro sich nach Angaben der UNO vor allem auf die Bekämpfung von Korruption und die Dezentralisierung des Landes konzentrieren.